# Maya Moore
Maya April Moore är en amerikansk basketspelare som spelar forward i Minnesota Lynx i WNBA.
Moore spelade tidigare för University of Connecticut och ledde laget till seger i NCAA både 2009 och 2010 där de också vann 90 matcher i rad. 18 maj 2011 blev Moore den första kvinnliga basketspelaren att få kontrakt med Air Jordan.
Hon har tagit två olympiska guldmedaljer vid OS i London 2012 och Rio de Janeiro 2016.